# Aliyah Khalaf Saleh
Aliyah Khalaf Saleh (nascuda a Umm Qusay, Salah al-Din, Iraq, c. 1956) és una activista humanitària i una heroïna al seu país.

## Biografia
El 2014, durant la massacre del Camp Speicher (Tikrit), va rescatar joves soldats iraquians, perseguits pels gihadistes de l'Estat Islàmic de l'Iraq i el Llevant (ISIL). Els va proporcionar refugi, documents d'identitat i els va ensenyar a pregar d'acord amb el sunnisme per protegir-los.
El 2015, al final del conflicte, per la seva valentia, va ser decorada amb la Medalla Nacional iraquiana.
Va guanyar el Premi Internacional Dona Coratge el 2018.